# 富山県道205号練合宮尾線
富山県道205号練合宮尾線（とやまけんどう205ごう ねりやみやおせん）は富山県射水市から富山市に至る一般県道である。

## 概要

### 路線データ
- 起点：富山県射水市海老江練合（国道415号交点）
- 終点：富山県富山市宮尾字畑田（富山県道7号富山八尾線交点）
- 延長：5,968m

## 沿革
- 1960年（昭和35年）4月23日 - 認定[1]
- 2022年（令和4年）3月14日 - 富山市打出 - つばめ野 (0.56 km) が開通[2]。

## 通過する自治体
- 富山県
  - 射水市 - 富山市

## 接続する道路
- 国道415号（起点：射水市海老江練合）
- 富山県道204号小杉本江線（射水市本江地内で重複）
- 富山県道322号八町大門線（富山市八町北）
- 富山県道207号四方新中茶屋線（富山市八町）
- 国道8号（富山高岡バイパス）（富山市寺島で立体交差、直接は接続していない）
- 富山県道7号富山八尾線（終点：富山市宮尾字畑田）

## 周辺
- 富山高等専門学校（射水キャンパス）
- 射水市立東明小学校
- 八町簡易郵便局
- 東洋ガスメーター 本社